# Tarjei Bø
Tarjei Bø (* 29. července 1988 Stryn) je bývalý norský biatlonista, trojnásobný olympijský vítěz, jedenáctinásobný mistr světa a vítěz celkového hodnocení světového poháru ze sezóny 2010/2011.
Ve Světovém poháru zvítězil v 15 individuálních a 41 kolektivních závodech, když poprvé triumfoval v prosinci 2010 ve sprintu v rakouském Hochfilzenu.
Jeho mladší bratr Johannes Thingnes Bø je také bývalý biatlonista.
V lednu 2025, bezprostředně po vítězství ve sprintu v Anterselvě, oznámil, že po konci sezóny ukončí kariéru. Učinil tak necelý týden poté, co stejnou zprávu oznámil jeho bratr Johannes. Jeho posledním závodem se stal závod s hromadným startem na domácícm Holmenkollenu.

## Výsledky
Tarjei Bø se ve své kariéře zúčastnil devíti mistrovství světa, poprvé v roce 2011 v Chanty-Mansijsku, kde triumfoval ve vytrvalostním závodě, smíšené i mužské štafetě a získal bronz ze sprintu a stíhacího závodu. Celkem doposud v jedenácti závodech, z toho devětkrát jako součást norské mužské nebo smíšené štafety. Na stupně vítězů vystoupal třiadvacetkrát, z toho devětkrát jako jednotlivec. Účastnil se tří zimních olympijských her – ve Vancouveru, kde triumfoval ve štafetě, v Soči a v Pchjongčchangu, odkud si odvezl ze štafety stříbro.

### Olympijské hry a mistrovství světa
| Sezóna  | Akce | Místo                | SP  | SZ  | HZ  | IZ  | ŠT | SŠT | SZD | STŘ  | Věk    |
| ------- | ---- | -------------------- | --- | --- | --- | --- | -- | --- | --- | ---- | ------ |
| 2009/10 | ZOH  | Vancouver            | –   | –   | –   | 21. | 1. | –   | ×   | 90 % | 21 let |
| 2010/11 | MS   | Chanty-Mansijsk      | 3.  | 3.  | 3.  | 1.  | 1. | 1.  | ×   | 92 % | 22 let |
| 2011/12 | MS   | Ruhpolding           | 17. | 7.  | 17. | 18. | 1. | –   | ×   | 83 % | 23 let |
| 2012/13 | MS   | Nové Město na Moravě | 18. | 17. | 1.  | 12. | 1. | 1.  | ×   | 92 % | 24 let |
| 2013/14 | ZOH  | Soči                 | 39. | 27. | –   | 26. | 4. | –   | ×   | 88 % | 25 let |
| 2014/15 | MS   | Kontiolahti          | 3.  | 3.  | 3.  | 25. | 2. | 3.  | ×   | 95 % | 26 let |
| 2015/16 | MS   | Oslo                 | 54. | 31. | 6.  | 22. | 1. | 3.  | ×   | 86 % | 27 let |
| 2016/17 | MS   | Hochfilzen           | 14. | 9.  | 14. | –   | 8. | –   | ×   | 90 % | 28 let |
| 2017/18 | ZOH  | Pchjongčchang        | 13. | 4.  | 8.  | 13. | 2. | –   | ×   | 87 % | 29 let |
| 2018/19 | MS   | Östersund            | 13. | 4.  | 9.  | 3.  | 1. | –   | –   | 88 % | 30 let |
| 2019/20 | MS   | Anterselva           | 4.  | 6.  | 4.  | 6.  | 2. | 1.  | –   | 92 % | 31 let |
| 2020/21 | MS   | Pokljuka             | 9.  | 14. | 6.  | 70. | 1. | –   | –   |      | 32 let |
| 2021/22 | ZOH  | Peking               | 3.  | 2.  | 12. | 8.  | 1. | 1.  | ×   |      | 33 let |
| 2022/23 | MS   | Oberhof              | 2.  | 4.  | 9.  | 7.  | 2. | –   | –   |      | 34 let |
| 2023/24 | MS   | Nové Město na Moravě | 6.  | 5.  | 4.  | 2.  | 2. | 2.  | –   |      | 35 let |
| 2024/25 | MS   | Lenzerheide          | 10. | 10. | 18. | 10. | 1. | –   | –   |      | 35 let |

Poznámka: Výsledky z olympijských her se od roku od 2014 do hodnocení světového poháru nezapočítávají, výsledky z mistrovství světa se dříve započítávaly, od mistrovství světa v roce 2023 se nezapočítávají.

### Světový pohár

#### Sezóna 2008/2009
| ČSP              | Místo            | SP           | SZ | HZ | IZ | ŠT | SŠT | STŘ  |
| ---------------- | ---------------- | ------------ | -- | -- | -- | -- | --- | ---- |
| 9.               | Chanty-Mansijsk  | 61.          | –  | –  | –  | –  | –   | –    |
| Celkové umístění | Celkové umístění | nkl          | –  | –  | –  | –  | –   | 70 % |
| Celkové umístění | Celkové umístění | 0 bodů (nkl) |    |    |    | –  | –   | 70 % |

#### Sezóna 2009/2010
| ČSP              | Místo            | SP             | SZ  | HZ  | IZ  | ŠT | SŠT | STŘ  |
| ---------------- | ---------------- | -------------- | --- | --- | --- | -- | --- | ---- |
| 3.               | Pokljuka         | 4.             | 12. | –   | 37. | –  | –   | 82 % |
| 4.               | Oberhof          | 25.            | –   | –   | –   | 1. | –   | 80 % |
| 5.               | Ruhpolding       | 26.            | –   | 30. | –   | 2. | –   | 85 % |
| 7.               | Kontiolahti      | 75.            | –   | –   | –   | –  | 1.  | 85 % |
| 8.               | Oslo             | 22.            | 37. | –   | –   | –  | –   | –    |
| 9.               | Chanty-Mansijsk  | 26.            | –   | –   | –   | –  | –   | –    |
| Celkové umístění | Celkové umístění | 29.            | 53. | 41. | 50. | 1. | –   | 80 % |
| Celkové umístění | Celkové umístění | 176 bodů (43.) |     |     |     | 1. | –   | 80 % |

#### Sezóna 2010/2011
| ČSP              | Místo            | SP             | SZ | HZ  | IZ  | ŠT | SŠT | STŘ  |
| ---------------- | ---------------- | -------------- | -- | --- | --- | -- | --- | ---- |
| 1.               | Östersund        | 5.             | 4. | –   | 4.  | –  | –   | –    |
| 2.               | Hochfilzen       | 1.             | 1. | –   | –   | 1. | –   | –    |
| 3.               | Pokljuka         | 2.             | –  | –   | 12. | –  | –   | –    |
| 4.               | Oberhof          | 1.             | –  | 1.  | –   | –  | –   | –    |
| 5.               | Ruhpolding       | 5.             | 4. | –   | 5.  | –  | –   | –    |
| 6.               | Anterselva       | 51.            | –  | 15. | –   | 3. | –   | –    |
| 7.               | Presque Isle     | 4.             | 6. | –   | –   | –  | –   | –    |
| 8.               | Fort Kent        | 3.             | 3. | 3.  | –   | –  | –   | –    |
| 9.               | Oslo             | 44.            | 2. | 8.  | –   | –  | –   | –    |
| Celkové umístění | Celkové umístění | 1.             | 1. | 3.  | 2.  | 1. | –   | 85 % |
| Celkové umístění | Celkové umístění | 1110 bodů (1.) |    |     |     | 1. | –   | 85 % |

#### Sezóna 2011/2012
| ČSP              | Místo                | SP            | SZ  | HZ  | IZ  | ŠT  | SŠT | STŘ  |
| ---------------- | -------------------- | ------------- | --- | --- | --- | --- | --- | ---- |
| 1.               | Östersund            | 2.            | 4.  | –   | 25. | –   | –   | –    |
| 2.               | Hochfilzen           | 6.            | 2.  | –   | –   | 1.  | –   | –    |
| 3.               | Hochfilzen           | 1.            | 4.  | –   | –   | –   | –   | –    |
| 5.               | Nové Město na Moravě | 20.           | 21. | –   | 13. | –   | –   | –    |
| 6.               | Anterselva           | 40.           | –   | 22. | –   | 11. | –   | –    |
| 7.               | Oslo                 | 28.           | 20. | 9.  | –   | –   | –   | –    |
| 8.               | Kontiolahti          | 59.           | DNS | –   | –   | –   | –   | –    |
| 9.               | Chanty-Mansijsk      | 6.            | 5.  | 9.  | –   | –   | –   | –    |
| Celkové umístění | Celkové umístění     | 6.            | 4.  | 20. | 14. | 2.  | –   | 82 % |
| Celkové umístění | Celkové umístění     | 680 bodů (7.) |     |     |     | 2.  | –   | 82 % |

#### Sezóna 2012/2013
| ČSP              | Místo            | SP             | SZ  | HZ  | IZ  | ŠT | SŠT | STŘ  |
| ---------------- | ---------------- | -------------- | --- | --- | --- | -- | --- | ---- |
| 4.               | Oberhof          | 25.            | 22. | –   | –   | –  | –   | –    |
| 5.               | Ruhpolding       | 7.             | –   | 14. | –   | 2. | –   | –    |
| 7.               | Oslo             | 1.             | 2.  | 7.  | –   | –  | –   | –    |
| 8.               | Soči             | 8.             | –   | –   | 15. | 4. | –   |      |
| 9.               | Chanty-Mansijsk  | 31.            | 13. | 7.  | –   | –  | –   | –    |
| Celkové umístění | Celkové umístění | 15.            | 25. | 6.  | 14. | 2. | –   | 88 % |
| Celkové umístění | Celkové umístění | 518 bodů (15.) |     |     |     | 2. | –   | 88 % |

#### Sezóna 2013/2014
| ČSP              | Místo            | SP             | SZ  | HZ  | IZ  | ŠT | SŠT | STŘ  |
| ---------------- | ---------------- | -------------- | --- | --- | --- | -- | --- | ---- |
| 1.               | Östersund        | 30.            | –   | –   | 37. | –  | 2.  | –    |
| 2.               | Hochfilzen       | 4.             | 3.  | –   | –   | 1. | –   | –    |
| 4.               | Oberhof          | 32.            | 13. | 3.  | –   | –  | –   | –    |
| 5.               | Ruhpolding       | –              | 6.  | –   | 37. | 9. | –   | –    |
| 7.               | Pokljuka         | 29.            | 23. | DNS | –   | –  | –   | –    |
| Celkové umístění | Celkové umístění | 40.            | 22. | 24. | 50. | 5. | 2.  | 85 % |
| Celkové umístění | Celkové umístění | 263 bodů (29.) |     |     |     | 5. | 2.  | 85 % |

#### Sezóna 2014/2015
| ČSP              | Místo                | SP             | SZ  | HZ  | IZ  | ŠT | SŠT | STŘ  |
| ---------------- | -------------------- | -------------- | --- | --- | --- | -- | --- | ---- |
| 1.               | Östersund            | 15.            | 14. | –   | 29. | –  | –   | –    |
| 2.               | Hochfilzen           | 6.             | 6.  | –   | –   | 3. | –   | –    |
| 3.               | Pokljuka             | 7.             | 17. | 6.  | –   | –  | –   | –    |
| 6.               | Anterselva           | 46.            | 25. | –   | –   | 1. | –   | –    |
| 7.               | Nové Město na Moravě | 59.            | 50. | –   | –   | –  | 1.  | –    |
| 9.               | Chanty-Mansijsk      | 50.            | 11. | 3.  | –   | –  | –   | –    |
| Celkové umístění | Celkové umístění     | 25.            | 7.  | 10. | 37. | 2. | 1.  | 87 % |
| Celkové umístění | Celkové umístění     | 493 bodů (19.) |     |     |     | 2. | 1.  | 87 % |

#### Sezóna 2015/2016
| ČSP              | Místo            | SP            | SZ          | HZ          | IZ          | ŠT          | SŠT         | SZD         | STŘ         |
| ---------------- | ---------------- | ------------- | ----------- | ----------- | ----------- | ----------- | ----------- | ----------- | ----------- |
| 1.               | Östersund        | 29.           | 4.          | –           | 22.         | –           | 1.          | –           | –           |
| 2.               | Hochfilzen       | 3.            | 4.          | –           | –           | 2.          | –           | –           | –           |
| 3.               | Pokljuka         | 9.            | 4.          | 18.         | –           | –           | –           | –           | –           |
| 4.               | Ruhpolding       | 2.            | 4.          | 3.          | –           | –           | –           | –           | –           |
| 5.               | Ruhpolding       | –             | –           | 11.         | 11.         | 1.          | –           | –           | –           |
| 6.               | Anterselva       | 3.            | 8.          | –           | –           | –           | –           | –           | –           |
| 7.               | Canmore          | nestartoval   | nestartoval | nestartoval | nestartoval | nestartoval | nestartoval | nestartoval | nestartoval |
| 8.               | Presque Isle     | 8.            | 19.         | –           | –           | 1.          | –           | –           | –           |
| 9.               | Chanty-Mansijsk  | 35.           | 12.         | ZRU         | –           | –           | –           | –           | –           |
| Celkové umístění | Celkové umístění | 6.            | 4.          | 8.          | 14.         | 1.          | 1.          | 1.          | 85 %        |
| Celkové umístění | Celkové umístění | 708 bodů (6.) |             |             |             | 1.          | 1.          | 1.          | 85 %        |

#### Sezóna 2016/2017
| ČSP              | Místo                | SP             | SZ          | HZ          | IZ          | ŠT          | SŠT         | SZD         | STŘ         |
| ---------------- | -------------------- | -------------- | ----------- | ----------- | ----------- | ----------- | ----------- | ----------- | ----------- |
| 1.               | Östersund            | nestartoval    | nestartoval | nestartoval | nestartoval | nestartoval | nestartoval | nestartoval | nestartoval |
| 2.               | Pokljuka             | nestartoval    | nestartoval | nestartoval | nestartoval | nestartoval | nestartoval | nestartoval | nestartoval |
| 3.               | Nové Město na Moravě | nestartoval    | nestartoval | nestartoval | nestartoval | nestartoval | nestartoval | nestartoval | nestartoval |
| 4.               | Oberhof              | nestartoval    | nestartoval | nestartoval | nestartoval | nestartoval | nestartoval | nestartoval | nestartoval |
| 5.               | Ruhpolding           | nestartoval    | nestartoval | nestartoval | nestartoval | nestartoval | nestartoval | nestartoval | nestartoval |
| 6.               | Anterselva           | nestartoval    | nestartoval | nestartoval | nestartoval | nestartoval | nestartoval | nestartoval | nestartoval |
| 7.               | Pchjongčchang        | nestartoval    | nestartoval | nestartoval | nestartoval | nestartoval | nestartoval | nestartoval | nestartoval |
| 8.               | Kontiolahti          | 32.            | 11.         | –           | –           | –           | –           | –           | 90 %        |
| 9.               | Holmenkollen         | 6.             | 14.         | 12          | –           | –           | –           | –           | 82 %        |
| Celkové umístění | Celkové umístění     | 42.            | 37.         | 30.         | –           | 4.          | –           | –           | 85 %        |
| Celkové umístění | Celkové umístění     | 219 bodů (36.) |             |             |             | 4.          | –           | –           | 85 %        |

#### Sezóna 2017/2018
| ČSP              | Místo            | SP            | SZ  | HZ  | IZ  | ŠT | SŠT | SZD | STŘ  |
| ---------------- | ---------------- | ------------- | --- | --- | --- | -- | --- | --- | ---- |
| 1.               | Östersund        | 1.            | 19. | –   | 20. | –  | –   | –   | 80 % |
| 2.               | Hochfilzen       | 14.           | 5.  | –   | –   | –  | –   | –   | 86 % |
| 3.               | Annecy           | 48.           | 20. | 11. | –   | –  | –   | –   | 88 % |
| 4.               | Oberhof          | 5.            | 3.  | –   | –   | 3. | –   | –   |      |
| 5.               | Ruhpolding       | –             | –   | 5.  | –   | 1. | –   | –   |      |
| 6.               | Anterselva       | 29.           | 22. | 2.  | –   | –  | –   | –   |      |
| 7.               | Kontiolahti      | 33.           | –   | 20. | –   | –  | 3.  | –   |      |
| 8.               | Holmenkollen     | 26.           | 12. | –   | –   | 1. | –   | –   |      |
| 9.               | Ťumeň            | 16.           | 20. | 6.  | –   | –  | –   | –   |      |
| Celkové umístění | Celkové umístění | 10.           | 8.  | 4.  | 35. | 1. | 2.  | 2.  | 85 % |
| Celkové umístění | Celkové umístění | 591 bodů (7.) |     |     |     | 1. | 2.  | 2.  | 85 % |

#### Sezóna 2018/2019
| ČSP              | Místo                | SP            | SZ          | HZ          | IZ          | ŠT          | SŠT         | SZD         | STŘ         |
| ---------------- | -------------------- | ------------- | ----------- | ----------- | ----------- | ----------- | ----------- | ----------- | ----------- |
| 1.               | Pokljuka             | 4.            | 6.          | –           | 35.         | –           | 6.          | –           |             |
| 2.               | Hochfilzen           | 28.           | 12.         | –           | –           | 2.          | –           | –           |             |
| 3.               | Nové Město na Moravě | 8.            | 3.          | 16.         | –           | –           | –           | –           |             |
| 4.               | Oberhof              | 8.            | 13.         | –           | –           | –           | –           | –           |             |
| 5.               | Ruhpolding           | 2.            | –           | 10.         | –           | 1.          | –           | –           |             |
| 6.               | Anterselva           | 16.           | 15.         | 24.         | –           | –           | –           | –           |             |
| 7.               | Canmore              | nestartoval   | nestartoval | nestartoval | nestartoval | nestartoval | nestartoval | nestartoval | nestartoval |
| 8.               | Soldier Hollow       | nestartoval   | nestartoval | nestartoval | nestartoval | nestartoval | nestartoval | nestartoval | nestartoval |
| 9.               | Holmenkollen         | 5.            | 2.          | 10.         | –           | –           | –           | –           |             |
| Celkové umístění | Celkové umístění     | 6.            | 5.          | 11.         | 17.         |             |             |             | 85 %        |
| Celkové umístění | Celkové umístění     | 724 bodů (6.) |             |             |             |             |             |             | 85 %        |

#### Sezóna 2019/2020
| ČSP              | Místo                | SP            | SZ      | HZ      | IZ      | ŠT      | SŠT     | SZD     | STŘ  |
| ---------------- | -------------------- | ------------- | ------- | ------- | ------- | ------- | ------- | ------- | ---- |
| 1.               | Östersund            | 2.            | –       | –       | 6.      | 1.      | 2.      | –       |      |
| 2.               | Hochfilzen           | 6.            | 6.      | –       | –       | 1.      | –       | –       |      |
| 3.               | Annecy               | 2.            | 4.      | 3.      | –       | –       | –       | –       |      |
| 4.               | Oberhof              | 24.           | –       | 25.     | –       | –       | –       | –       |      |
| 5.               | Ruhpolding           | 28.           | 7.      | –       | –       | 2.      | –       | –       |      |
| 6.               | Pokljuka             | –             | –       | 9.      | 6.      | –       | 2.      | –       |      |
| 7.               | Nové Město na Moravě | 3.            | –       | 10.     | –       | 1.      | –       | –       |      |
| 8.               | Kontiolahti          | 5.            | 18.     | –       | –       | –       | zrušeno | zrušeno |      |
| 9.               | Holmenkollen         | zrušeno       | zrušeno | zrušeno | zrušeno | zrušeno | zrušeno | zrušeno |      |
| Celkové umístění | Celkové umístění     | 4.            | 6.      | 8.      | 4.      | 1.      | 7.      | 7.      | 88 % |
| Celkové umístění | Celkové umístění     | 740 bodů (4.) |         |         |         | 1.      | 7.      | 7.      | 88 % |

#### Sezóna 2020/2021
| ČSP              | Místo                    | SP  | SZ  | HZ  | IZ  | ŠT | SŠT | SZD | STŘ  |
| ---------------- | ------------------------ | --- | --- | --- | --- | -- | --- | --- | ---- |
| 1.               | Kontiolahti              | 15. | –   | –   | 12. | –  | –   | –   | 80 % |
| 2.               | Kontiolahti (2)          | 1.  | 12. | –   | –   | 1. | –   | –   | 87 % |
| 3.               | Hochfilzen               | 11. | 7.  | –   | –   | 2. | –   | –   | 87 % |
| 4.               | Hochfilzen (2)           | 14. | 7.  | 3.  | –   | –  | –   | –   | 92 % |
| 5.               | Oberhof                  | 2.  | 3.  | –   | –   | –  |     |     | 90 % |
| 6.               | Oberhof (2)              | 13. | –   | 1.  | –   | 2. | –   | –   | 95 % |
| 7.               | Anterselva               | –   | –   | 12. | 15. | 2. | –   | –   | 86 % |
| 8.               | Nové Město na Moravě     | 5.  | 1.  | –   | –   | 3. | –   | –   |      |
| 9.               | Nové Město na Moravě (2) | 2.  | 6.  | –   | –   | –  | 1.  | –   |      |
| 10.              | Östersund                | 3.  | 10. | 6.  | –   | –  | –   | –   |      |
| Celkové umístění | Celkové umístění         | 3.  | 6.  | 1.  | 14. | 1. | 1.  | 1.  | 85 % |
| Celkové umístění | Celkové umístění         | 4.  |     |     |     | 1. | 1.  | 1.  | 85 % |

#### Sezóna 2021/2022
| ČSP              | Místo             | SP            | SZ          | HZ          | IZ          | ŠT          | SŠT         | SZD         | STŘ         |
| ---------------- | ----------------- | ------------- | ----------- | ----------- | ----------- | ----------- | ----------- | ----------- | ----------- |
| 1.               | Östersund         | 12.           | –           | –           | 2.          | –           | –           | –           |             |
| 2.               | Östersund (2)     | 8.            | 28.         | –           | –           | 1.          | –           | –           |             |
| 3.               | Hochfilzen        | 5.            | 5.          | –           | –           | 1.          | –           | –           |             |
| 4.               | Annecy            | 15.           | 7.          | 3.          | –           | –           | –           | –           |             |
| 5.               | Oberhof           | 7.            | 3.          | –           | –           | –           | 1.          | –           |             |
| 6.               | Ruhpolding        | nestartoval   | nestartoval | nestartoval | nestartoval | nestartoval | nestartoval | nestartoval | nestartoval |
| 7.               | Anterselva        | –             | –           |             | 2.          | 1.          | –           | –           |             |
| 8.               | Kontiolahti       | nestartoval   | nestartoval | nestartoval | nestartoval | nestartoval | nestartoval | nestartoval | nestartoval |
| 9.               | Otepää            | 10.           | –           | 13.         | –           | –           | –           | –           |             |
| 10.              | Holmenkollen-Oslo | 13.           | 15.         | 30.         | –           | –           | –           | –           |             |
| Celkové umístění | Celkové umístění  | 8.            | 10.         | 10.         | 1.          | 1.          | 1.          | 1.          | 86 %        |
| Celkové umístění | Celkové umístění  | 601 bodů (6.) |             |             |             | 1.          | 1.          | 1.          | 86 %        |

#### Sezóna 2022/2023

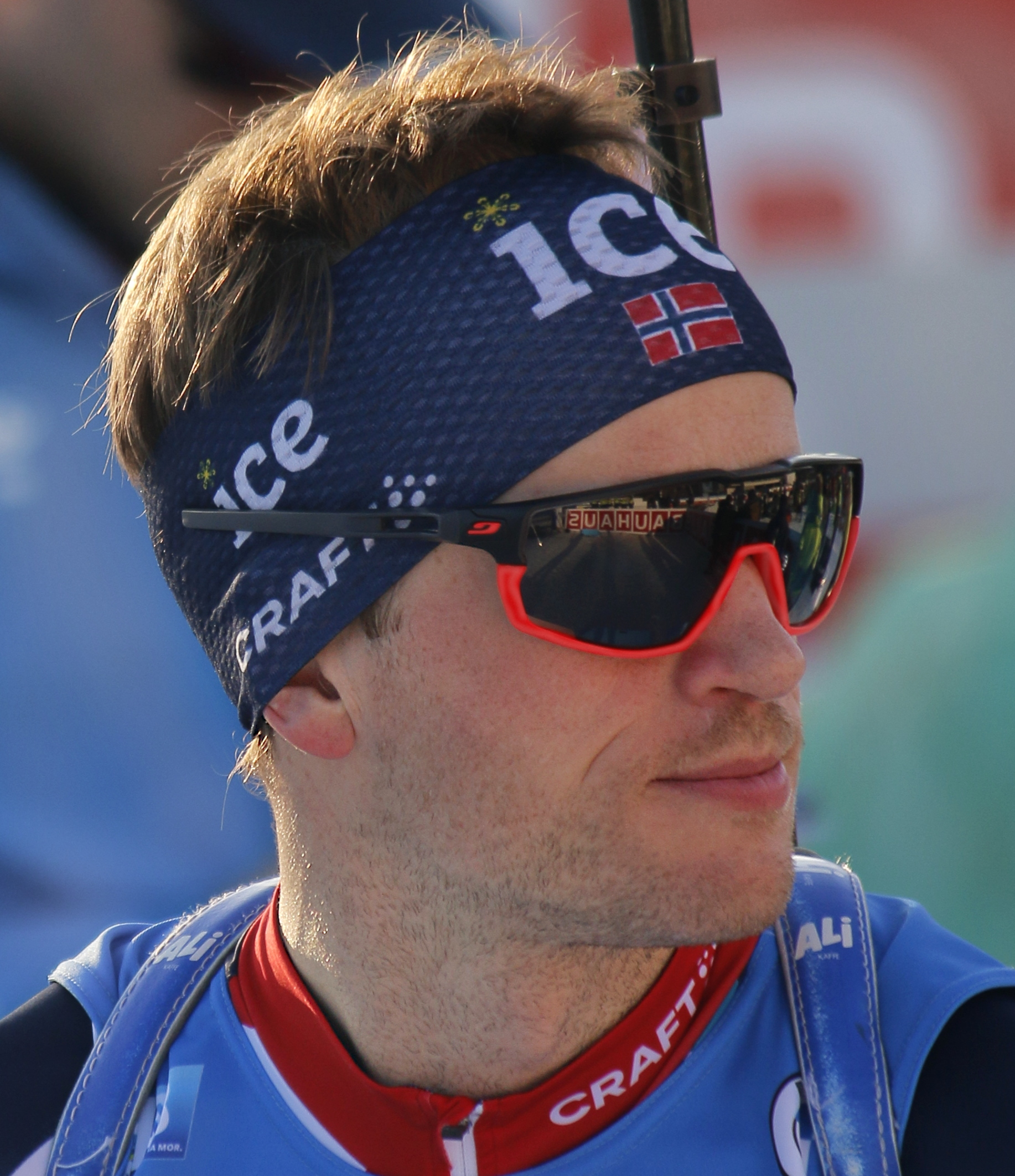
V Novém Městě na Moravě v roce 2023

| ČSP              | Místo                | SP          | SZ          | HZ          | IZ          | ŠT          | SŠT         | SZD         | STŘ         |
| ---------------- | -------------------- | ----------- | ----------- | ----------- | ----------- | ----------- | ----------- | ----------- | ----------- |
| 1.               | Kontiolahti          | 18.         | 9.          | –           | 53.         | 1.          | –           | –           |             |
| 2.               | Hochfilzen           | 39.         | 16.         | –           | –           | –           | –           | –           |             |
| 3.               | Annecy               | 14.         | 15.         | 6.          | –           | –           | –           | –           |             |
| 4.               | Pokljuka             | 2.          | 3.          | –           | –           | –           | –           | –           |             |
| 5.               | Ruhpolding           | –           | –           | 4.          | 10.         | 1.          | –           | –           |             |
| 7.               | Anterselva           | 14.         | 11.         | –           | –           | 1.          | –           | –           |             |
| 8.               | Nové Město na Moravě | 2.          | 2.          | –           | –           | –           | –           | –           |             |
| 9.               | Östersund            | nestartoval | nestartoval | nestartoval | nestartoval | nestartoval | nestartoval | nestartoval | nestartoval |
| 10.              | Oslo-Holmenkollen    | 20.         | 12.         | 7.          | –           | –           | –           | –           |             |
| Celkové umístění | Celkové umístění     | 6.          | 4.          | 7.          | 32.         | 1.          | –           | –           |             |
| Celkové umístění | Celkové umístění     | 684 b. (6.) |             |             |             | 1.          | –           | –           |             |

#### Sezóna 2023/2024
| ČSP              | Místo             | SP             | SZ | HZ | IZ  | ŠT | SŠT | SZD |
| ---------------- | ----------------- | -------------- | -- | -- | --- | -- | --- | --- |
| 1.               | Östersund         | 2.             | 4. | ×  | 26. | 1. | 2.  | –   |
| 2.               | Hochfilzen        | 1.             | 3. | ×  | ×   | 1. | ×   | ×   |
| 3.               | Lenzerheide       | 14.            | 8. | 2. | ×   | ×  | ×   | ×   |
| 4.               | Oberhof           | 7.             | 4. | ×  | ×   | 1. | ×   | ×   |
| 5.               | Ruhpolding        | 3.             | 7. | ×  | ×   | 1. | ×   | ×   |
| 6.               | Anterselva        | ×              | ×  | 6. | 2.  | ×  | 1.  | –   |
| 8.               | Oslo-Holmenkollen | ×              | ×  | 7. | 2.  | ×  | 3.  | –   |
| 9.               | Soldier Hollow    | 7.             | 2. | ×  | ×   | 1. | ×   | ×   |
| 10.              | Canmore           | 3.             | 5. | 5. | ×   | ×  | ×   | ×   |
| Celkové umístění | Celkové umístění  | 1.             | 3. | 4. | 2.  | 1. | 1.  | 1.  |
| Celkové umístění | Celkové umístění  | 1080 bodů (2.) |    |    |     | 1. | 1.  | 1.  |

#### Sezóna 2024/2025
| ČSP              | Místo                | SP            | SZ  | HZ  | IZ  | ŠT | SŠT | SZD |
| ---------------- | -------------------- | ------------- | --- | --- | --- | -- | --- | --- |
| 1.               | Kontiolahti          | 7.            | ×   | 8.  | 25. | 2. | –   | –   |
| 2.               | Hochfilzen           | 24.           | 10. | ×   | ×   | 2. | ×   | ×   |
| 3.               | Annecy               | –             | –   | 1.  | ×   | ×  | ×   | ×   |
| 4.               | Oberhof              | 16.           | 2.  | ×   | ×   | ×  | 3.  | –   |
| 5.               | Ruhpolding           | ×             | ×   | 12. | 14. | 4. | ×   | ×   |
| 6.               | Anterselva           | 1.            | 2.  | ×   | ×   | 2. | ×   | ×   |
| 7.               | Nové Město na Moravě | 22.           | 13. | ×   | ×   | 2. | ×   | ×   |
| 8.               | Pokljuka             | ×             | ×   | 8.  | 15. | ×  | –   | –   |
| 9.               | Oslo-Holmenkollen    | –             | –   | 23. | ×   | ×  | ×   | ×   |
| Celkové umístění | Celkové umístění     | 12.           | 8.  | 5.  | 17. | 2. | 3.  | 3.  |
| Celkové umístění | Celkové umístění     | 679 bodů (8.) |     |     |     | 2. | 3.  | 3.  |

### Juniorská mistrovství
| Sezóna  | D   | Místo        | SP | SZ | IZ  | ŠT | Věk    |
| ------- | --- | ------------ | -- | -- | --- | -- | ------ |
| 2005/06 | MSJ | Presque Isle | 4. | 2. | 1.  | 4. | 17 let |
| 2006/07 | MSJ | Martell      | 5. | 2. | 4.  | 2. | 18 let |
| 2008/09 | MSJ | Canmore      | 3. | 3. | 23. | 6. | 20 let |

## Vítězství v závodech světového poháru, mistrovství světa a olympijských hrách

### Individuální
| Č.                           | sezóna    | datum             | místo                       | disciplína                |
| ---------------------------- | --------- | ----------------- | --------------------------- | ------------------------- |
| 1.                           | 2010/2011 | 10. prosince 2010 | Hochfilzen, Rakousko        | sprint                    |
| 2.                           | 2010/2011 | 11. prosince 2010 | Hochfilzen, Rakousko        | stíhací závod             |
| 3.                           | 2010/2011 | 7. ledna 2011     | Oberhof, Německo            | sprint                    |
| 4.                           | 2010/2011 | 9. ledna 2011     | Oberhof, Německo            | stíhací závod             |
| 5.                           | 2010/2011 | 8. března 2011    | Chanty-Mansijsk, Rusko (MS) | vytrvalostní závod        |
| 6.                           | 2011/2012 | 15. prosince 2011 | Hochfilzen, Rakousko        | sprint                    |
| 7.                           | 2012/2013 | 17. února 2013    | Nové Město, Česko (MS)      | závod s hromadným startem |
| 8.                           | 2012/2013 | 28. února 2013    | Holmenkollen, Norsko        | sprint                    |
| 9.                           | 2017/2018 | 2. prosince 2017  | Östersund, Švédsko          | sprint                    |
| 10.                          | 2020/2021 | 3. prosince 2020  | Kontiolahti, Finsko         | sprint                    |
| 11.                          | 2020/2021 | 17. ledna 2021    | Oberhof, Německo            | závod s hromadným startem |
| 12.                          | 2020/2021 | 7. března 2021    | Nové Město, Česko           | stíhací závod             |
| 13.                          | 2023/2024 | 8. prosince 2023  | Hochfilzen, Rakousko        | sprint                    |
| 14.                          | 2024/2025 | 8. prosince 2023  | Annecy, Francie             | závod s hromadným startem |
| 15.                          | 2024/2025 | 24. ledna 2025    | Anterselva, Itálie          | sprint                    |
| – závod na mistrovství světa |           |                   |                             |                           |

### Kolektivní
| Č.                                                         | sezóna    | datum              | místo                         | disciplína      |
| ---------------------------------------------------------- | --------- | ------------------ | ----------------------------- | --------------- |
| 1.                                                         | 2009/2010 | 7. ledna 2010      | Oberhof, Německo              | štafeta         |
| 2.                                                         | 2009/2010 | 26. února 2010     | Vancouver, Kanada (ZOH)       | štafeta         |
| 3.                                                         | 2009/2010 | 12. března 2010    | Kontiolahti, Finsko           | smíšená štafeta |
| 4.                                                         | 2010/2011 | 12. prosince 2010  | Hochfilzen, Rakousko          | štafeta         |
| 5.                                                         | 2010/2011 | 3. března 2011     | Chanty-Mansijsk, Rusko (MS)   | smíšená štafeta |
| 6.                                                         | 2010/2011 | 11. března 2011    | Chanty-Mansijsk, Rusko (MS)   | štafeta         |
| 7.                                                         | 2011/2012 | 11. prosince 2011  | Hochfilzen, Rakousko          | štafeta         |
| 8.                                                         | 2011/2012 | 9. března 2012     | Ruhpolding, Německo (MS)      | štafeta         |
| 9.                                                         | 2012/2013 | 7. února 2013      | Nové Město, Česko (MS)        | smíšená štafeta |
| 10.                                                        | 2012/2013 | 16. února 2013     | Nové Město, Česko (MS)        | štafeta         |
| 11.                                                        | 2013/2014 | 7. prosince 2013   | Hochfilzen, Rakousko          | štafeta         |
| 12.                                                        | 2014/2015 | 22. ledna 2015     | Anterselva, Itálie            | štafeta         |
| 13.                                                        | 2014/2015 | 6. února 2015      | Nové Město, Česko             | smíšená štafeta |
| 14.                                                        | 2015/2016 | 29. listopadu 2015 | Östersund, Švédsko            | smíšená štafeta |
| 15.                                                        | 2015/2016 | 15. ledna 2016     | Ruhpolding, Německo           | štafeta         |
| 16.                                                        | 2015/2016 | 13. února 2016     | Presque Isle, Spojené státy   | štafeta         |
| 17.                                                        | 2015/2016 | 12. března 2016    | Oslo, Norsko (MS)             | štafeta         |
| 18.                                                        | 2017/2018 | 12. ledna 2018     | Ruhpolding, Německo           | štafeta         |
| 19.                                                        | 2017/2018 | 18. března 2018    | Oslo, Norsko                  | štafeta         |
| 20.                                                        | 2018/2019 | 18. ledna 2019     | Ruhpolding, Německo           | štafeta         |
| 21.                                                        | 2018/2019 | 16. března 2019    | Östersund, Švédsko (MS)       | štafeta         |
| 22.                                                        | 2019/2020 | 7. prosince 2019   | Östersund, Švédsko            | štafeta         |
| 23                                                         | 2019/2020 | 15. prosince 2019  | Hochfilzen, Rakousko          | štafeta         |
| 24.                                                        | 2019/2020 | 13. února 2020     | Anterselva, Itálie (MS)       | smíšená štafeta |
| 25.                                                        | 2019/2020 | 7. března 2020     | Nové Město, Ččesko            | štafeta         |
| 26.                                                        | 2020/2021 | 6. prosince 2020   | Kontiolahti, Finsko           | štafeta         |
| 27.                                                        | 2020/2021 | 20. února 2021     | Pokljuka, Slovinsko (MS)      | štafeta         |
| 28.                                                        | 2020/2021 | 14. března 2021    | Nové Město, Česko             | smíšená štafeta |
| 29.                                                        | 2021/2022 | 4. prosince 2021   | Östersund, Švédsko            | štafeta         |
| 30.                                                        | 2021/2022 | 12. prosince 2021  | Hochfilzen, Rakousko          | štafeta         |
| 31.                                                        | 2021/2022 | 8. ledna 2022      | Oberhof, Německo              | smíšená štafeta |
| 32.                                                        | 2021/2022 | 23. ledna 2022     | Anterselva, Itálie            | štafeta         |
| OH                                                         | 2021/2022 | 5. ledna 2022      | Peking, Čína (ZOH)            | smíšená štafeta |
| OH                                                         | 2021/2022 | 15. ledna 2022     | Peking, Čína (ZOH)            | štafeta         |
| 33.                                                        | 2022/2023 | 1. prosince 2022   | Kontiolahti, Finsko           | štafeta         |
| 34.                                                        | 2022/2023 | 13. ledna 2023     | Ruhpolding, Německo           | štafeta         |
| 35.                                                        | 2022/2023 | 22. ledna 2023     | Anterselva, Itálie            | štafeta         |
| 36.                                                        | 2023/2024 | 30. listopadu 2023 | Östersund, Švédsko            | štafeta         |
| 37.                                                        | 2023/2024 | 10. prosince 2023  | Hochfilzen, Rakousko          | štafeta         |
| 38.                                                        | 2023/2024 | 7. ledna 2024      | Oberhof, Německo              | štafeta         |
| 39.                                                        | 2023/2024 | 11. ledna 2024     | Ruhpolding, Německo           | štafeta         |
| 40.                                                        | 2023/2024 | 20. ledna 2024     | Anterselva, Itálie            | smíšená štafeta |
| 41.                                                        | 2023/2024 | 8. března 2024     | Soldier Hollow, Spojené státy | štafeta         |
| MS                                                         | 2024/2025 | 22. února 2025     | Lenzerheide, Švýcarsko (MS)   | štafeta         |
| – závod na mistrovství světa – závod na olympijských hrách |           |                    |                               |                 |